# Angaco
Angaco is een departement in de Argentijnse provincie San Juan. Het departement (Spaans:  departamento) heeft een oppervlakte van 1.865 km² en telt 7.570 inwoners.

## Plaatsen in departement Angaco
- El Alamito
- El Bosque
- Estación Juan Jufré
- Las Tapias
- Punta del Monte
- Villa El Salvador
- Villa Sefair Talacasto